# Токийский скиталец
«Токийский скиталец» (яп. 東京流れ者) — фильм режиссёра Сэйдзюна Судзуки. Криминальная драма в стилистике якудза эйга, снятая на студии Nikkatsu в 1966 году. Несмотря на достаточно незамысловатый сюжет, картина полна художественных достоинств. Так, например, обладатель десятков престижных профессиональных наград, датский режиссёр Николас Виндинг Рефн при опросе личных предпочтений назвал её первой в списке из 10 любимых работ за всю историю кино. В международном прокате лента известна под названием «Tokyo Drifter».

## Сюжет
Тэцу Хондо по кличке «Феникс» — молодой гангстер и великолепный стрелок, вместе со своим боссом Куратой, которому он бесконечно предан, выходят из криминального бизнеса. Босс другого клана якудза Оцука не желает выпускать их из преступного мира. Курата владеет коммерческой недвижимостью, которая оценивается в как минимум в 250 миллионов иен. Однако она оформлена в залог внешнему управляющему на долг, который значительно меньше реальной стоимости. Оцука обманом и угрозами вынуждает управляющего перевести недвижимость на свой клан и убивает его. Тэцу пытается сорвать сделку и вернуть документы на собственность, но силы не равны. Курата не в состоянии обеспечить «Фениксу» физическую и материальную поддержку и советует ему скрыться, фактически обрекая на скитания.
Тэцу отправляется в отдалённую горную префектуру, где ещё сохранились бывшие союзники клана Кураты. Оцука посылает по его следу лучшего своего киллера Тацудзо по кличке «Гадюка». Провинциальные якудза с архаичными ружьями и ещё самурайскими мечами не могут противостоять столичным бандитам и защитить Тэцу. Он вынужден уйти в горы. «Гадюка» и там настигает его, но даже раненый Тэцу при перестрелке на заснеженной железнодорожной ветке оказывается сильнее противника, и тот, казалось бы, гибнет под колёсами паровоза. Неожиданно Тэцу находит себе союзника — Кэдзи, бывшего подручного Оцуки, также скрывающегося в горах. Тэцу в беседах с более опытным товарищем пытается понять допустимые границы долга и предательства. Кэдзи не даёт прямых ответов, но лишь предостерегает от слепой веры Курате. «Феникс» уезжает в один из крупных городов, однако и там затеряться не удаётся. В одном из баров он сталкивается с «Гадюкой». Тот, без одной руки, с обожжённым лицом, старается довести задание босса до конца. И вновь на помощь «Фениксу» приходит Кэдзи. Не в силах выполнить поручение, «Гадюка» стреляет себе в висок.
Находясь под нажимом более мощной группировки и соблазнившись предложением возврата здания, Курата предаёт Тэцу и соглашается на его убийство. Но в третий раз «Феникса» спасает Кэдзи, предупредив о вероломном предательстве. Тэцу возвращается в Токио и, пробравшись в логово противников, уничтожает их всех. Он отказывается от клятвы верности присутствующему там же старому боссу. Курата вскрывает себе вены стеклом разбитого бокала. Свою возлюбленную Тэцу оставляет, говоря ей, что скитаться лучше в одиночку, и уходит.

## В ролях
- Тэцуя Ватари — Тэцу Хондо по кличке «Феникс»
- Тиэко Мацубара — Тихару, возлюбленная Тэцу
- Рюдзи Кита — Курата, босс якудза отошедший от дел
- Хидэаки Эсуми — Оцука, молодой босс якудза
- Хидэаки Нитани — Кэдзи, ранее — первый помощник Оцуки
- Тамио Кавадзи — Тацудзо, гангстер по кличке «Гадюка»

## Художественные особенности и критика
По мнению греческого киноведа Николаса Вризидиса фильм не ограничивается жанровыми рамками якудза эйга, он полон элементами из поп-арта, голливудских мюзиклов 1950-х годов, комедий абсурдизма и сюрреализма. Кроме того, он указывает на многочисленные аллюзии на американские вестерны: перестрелка на железнодорожной ветке, драка в салуне, насвистывание героем главной музыкальной темы, как свидетельство, что он по-прежнему жив.
Обозреватель «Time Out» Джефф Эндрю называет ленту «безумной картиной о якудза, в которой Судзуки предложил логике повеситься». Основанный на истории очередных бандитских разборок фильм, по его мнению, насыщен необычными декорациями, странными световыми эффектами, несоответствующими визуальному ряду песнями, абстрактными сценами на грани фарса и сюрреализма. Считая работу режиссёра «вдохновляющим помешательством», автор обращает внимание на отдалённое её сходство с творчеством Мельвиля и Леоне. Работа Судзуки на грани абсурда всегда вызывала недовольство руководства студии Никкацу, в результате чего, для производства следующего фильма «Рождённый убивать» ему была выделена только черно-белая плёнка и значительно урезан бюджет.
Кинообозреватель Манола Даргис, сотрудничавшая сразу с несколькими крупнейшими периодическими изданиями США, назвала картину «захватывающей, потрясающей, сногсшибательной фантазией», в которой каждый шаг бывшего гангстера Тэцу по пути чести и достоинства вызывает противление его врагов. Фильм поражает своим стилем и, согласно оценке автора, достоин высшей похвалы.
Критик Иван Денисов считает фильм наиболее показательной работой Сэйдзюна Судзуки (наряду со следующей его работой «Рождённый убивать»), а актёра Тецуя Ватари — одним из лучших представителей жанра якудза эйга.